# Александр II (царь Македонии)
Александр II (греч. Αλέξανδρος Β') — македонский царь, правивший Древней Македонией в 369/368 до н. э.

## Биография
Александр был старшим сыном царя Аминты III. Воспользовавшись смутами в соседней Фессалии, он ввёл туда в 369 году до н. э. войска и занял несколько городов. В то же время Александр начал войну с мужем своей сестры и одновременно любовником матери Птолемеем, о происхождении которого известно только, что родом он из македонского города Алора. К фиванскому полководцу Пелопиду, изгнавшему македонские гарнизоны из городов Фессалии, пришли из Македонии послы от царя Александра и его родственника Птолемея с просьбой рассудить и примирить их. Пелопид отправился в Македонию примирил стороны, а затем, взяв в заложники Филиппа, брата царя, и ещё 30 мальчиков из знатных семей, вернулся в Фивы.
Некоторое время спустя на свадебной церемонии Александра избрали почётным гостем. В ходе обряда мужчины окружили его, исполняя «танец свиньи», сохранившийся в Северной Греции до наших времён, но вместо того, чтобы обменять зажаренную свинью на деньги, люди Птолемея его убили. Демосфен назвал одним из убийц Александра Аполлофана из Пидны. С помощью Эвридики, матери убитого царя, Птолемей пришёл к власти. Таким образом правил Александр II один год.